# Israels grundlove
Israels grundlove (hebraisk: חוקי היסוד......, engelsk: Basic Laws of Israel) består ultimo 2021 af tretten grundlove for Staten Israel, hvoraf nogle af disse kun kan blive ændret med et kvalificeret flertal i Knesset (der eksisterer varierende krav alt efter grundlove og sektioner). Mange af disse love er baseret på de individuelle frihedsrettigheder, der blev skitseret i den israelske uafhængighedserklæring i 1948. Grundlovene omhandler dannelsen og rollen af de væsentligste institutioner i Staten Israel, ligesom disse grundlove beskriver forholdet mellem disse institutioner. Ligeledes beskytter disse grundlove almene borgerrettigheder i landet, selvom flere af disse rettigheder tidligere var beskyttet gennem det israelske retssystem, herunder Israels højesteret. Den konkrete grundlov: "Grundloven: Menneskelig værdighed og frihed" (engelsk: "Basic Law: Human Dignity and Liberty") nyder super-juridisk status, hvilket giver den israelske højesteret myndighed til at diskvalificere enhver lov, der modsiger denne, ligesom loven er beskyttet i tilfælde af nødlovsforordninger.
Modsat mange andre lande, herunder Danmark, vedtog Staten Israel ikke en samlet forfatning i forbindelse med statens dannelse (såsom eksempelvis Danmarks Riges Grundlov). Dertil kommer, at Staten Israel endnu ikke har vedtaget en samlet forfatning. Israels grundlove var derimod tiltænkt til at være udkast til kapitler i en fremtidig israelsk forfatning. De fungerer således som en de facto forfatning indtil en samlet, formel, nedskrevet forfatning engang i fremtiden vedtages. Israel er et af blot 6 lande (sammen med Canada, New Zealand, San Marino, Saudi-Arabien og Storbritannien), der ikke er administreret og styret af en forfatning eller i hvert fald kun en delvist nedskreven forfatning.

## Baggrund
Staten Israel har ikke en nedskreven forfatning. I stedet for en formel forfatning og i overensstemmelse med Harari-afgørelsen (הַחְלָטַת הֲרָרִי) fra 13. juni 1950, vedtaget af den israelske grundlovgivende forsamling (Det Første Knesset), har Staten Israel løbende vedtaget flere grundlove, der omhandler offentlig administration og menneskerettigheder. Den israelske højesteretspræsident Aharon Barak fastslog, at grundlovene skulle betragtes som statens forfatning, hvilket blev den almindelige tilgang i hele hans embedsperiode (1995-2006). Modstandere af denne opfattelse var bl.a. Baraks kollega, højesteretsdommer Mishael Cheshin.
Ifølge den israelske uafhængighedserklæring fra 14. maj 1948 skulle en konstituerende forsamling have udarbejdet en formel forfatning inden den 1. oktober 1948. Dette arbejde blev i første omgang forsinket og udskudt som følge af den arabisk-israelske krig 1948. Valget af den grundlovgivende forsamling fandt derfor først sted d. 25. januar 1949, som havde til formål at udarbejde en formel forfatning. Den grundlovgivende forsamling kunne dog ikke nå til enighed, hvorfor det den 13. juni 1950 endeligt blev besluttet, at man ville lovgive en forfatning kapitel for kapitel. En af årsagerne til, at man ikke kunne nå til enighed var, at de enkelte grupper i det israelske samfund ikke var enige om statens formål, om statens identitet og om en langsigtet vision. En anden faktor var modstand fra David Ben-Gurion (premierminister 1948-1954 og 1955-1963).
En række årsager kan sandsynligvis tilskrives David Ben-Gurion modstand overfor at udarbejde en formel forfatning. I henhold til Yedidia Stern, jura professor ved Bar-Ilan University, er der typisk to årsagsforklaringer, der tilskrives hans modstand. Dels var der en stor uenighed om spørgsmålet om religion og stat – altså hvorvidt forfatningen skulle basseres på Torahen. Derforuden var det sandsynligt, at Ben-Gurion simpelthen ikke ønskede en formel forfatning, da dette ville overføre magt fra politikere til dommere. Ben-Gurion ønskede her, at Staten Israel kunne blive ledet mest effektivt af politikere, uden for megen retslig indgriben, da det var hans vurdering, at staten ville møde megen modstand i sin begyndelse.
Efter kun fire møder vedtog den grundlovgivende forsamling den 16. februar 1949 overgangsloven, hvilket medførte, at denne forsamling blev det "Første Knesset". Fordi den grundlovgivende forsamling aldrig udarbejdede en formel forfatning, blev denne opgave videreført til Knesset.
De tretten israelske grundlove dækker ikke alle forfatningsmæssige spørgsmål, og der er ikke fastsat en endelig frist for færdiggørelsen af behandlingen af alle disse forfatningsmæssige spørgsmål. Således eksisterer der heller ikke en endelig frist for udarbejdelsen af en formel forfatning for Staten Israel. Der er ingen klar regel, der bestemmer disse grundloves præcedens over almindelig lovgivning, hvorfor sådanne spørgsmål oftest er overladt til fortolkning af det israelske retssystemet. 

### Harari-beslutningen
I 1950 kom det første Knesset til det, der i dag kendes som Harari-beslutningen. I stedet for at udarbejde en fuldstændig forfatning med det samme, ville de udsætte arbejdet og i stedet udarbejde en forfatning stykvis. Hvert kapitel ville blive kaldt en grundlov, og når alle kapitler engang var skrevet, ville de blive samlet i en fuldstændig forfatning.
Mellem 1958 og 1988 vedtog Knesset ni grundlove, som alle vedrørte statens institutioner. I 1992 vedtog Knesset de første to grundlove, der vedrørte menneskerettigheder samt grundlaget for den israelske højesterets nyligt erklærede beføjelser til domstolsprøvelse. Disse grundlove var: "Grundloven: Menneskelig værdighed og frihed" og "Grundloven: Erhvervsfrihed". Disse blev vedtaget med stemmerne på henholdsvis 32-21 og 23-0.
I 1992 erklærede Aharon Barak, præsident for højesteret (svarende til USA's højesteretspræsident), en "forfatningsmæssig revolution" og føjede en "constitutional ascendancy" til Israels grundlove.

### Procedure for ændring
Knesset nyder de jure parlamentarisk overhøjhed og kan vedtage enhver lov med simpelt flertal – selv en lov der kunne være i konflikt med en af Israels grundlove, medmindre grundloven har specifikke betingelser for dens ændring. Israelske grundlove, der har sådanne specifikke betingelser, omfatter følgende:
- Artikel 4 i grundloven om Knesset omhandlende valgsystemet kan kun ændres med et flertal på 61 af de 120 Knesset-medlemmer.
- Artikel 44, som forhindrer ændring af loven om nødforordning, kan kun ændres med et flertal på 80 medlemmer.

Et flertal af Knesset-medlemmerne kan ændre Israels grundlove om regeringen og om erhvervsfrihed. 

### Kontroverser
Nogle af Israels grundlove har været genstand for kritik. Eksempelvis blev "Grundloven: Nationalstat" kritiseret, idet denne blandt andet etablerede, at hebraisk var landet officielle sprog over arabisk – på trods af at et stort mindretal i Israel taler arabisk. I denne forbindelse skal det dog bemærkes, at mange landes forfatninger adresserer spørgsmålet om et lands officielle sprog.

## Liste over Israels grundlove
1. Grundloven: Knesset (vedtaget i 1958, opdateret 1987)
2. Grundloven: Israels land (vedtaget i 1960)
3. Grundloven: Statens præsident (vedtaget i 1964)
4. Grundloven: Regeringen (vedtaget i 1968, opdateret i 2001)
5. Grundloven: Statens økonomi (vedtaget i 1975)
6. Grundloven: Militæret (vedtaget i 1976)
7. Grundloven: Jerusalemloven (vedtaget i 1980)
8. Grundloven: Retsvæsnet (vedtaget i 1984)
9. Grundloven: Statskontrollør (vedtaget i 1988)
10. Grundloven: Menneskelig værdighed og frihed (vedtaget i 1992)
11. Grundloven: Erhvervsfrihed (vedtaget i 1994)
12. Grundloven: Folkeafstemning (vedtaget i 2014)
13. Grundloven: Nationalstat (vedtaget i 2018)

## Andre kilder
- Cohen, Asher; Bernard Susser (2000). Israel and the Politics of Jewish Identity: The Secular-Religious Impasse. Johns Hopkins University Press. ISBN 978-0801863455.978-0801863455
- Jacobsohn, Gary J. (1994). Apple of Gold: Constitutionalism in Israel and the United States. Princeton University Press. ISBN 978-0691029535.978-0691029535
- Mazie, Steven V (2006). Israel's Higher Law: Religion and Liberal Democracy in the Jewish State. Lexington Books. ISBN 978-0739114858.978-0739114858
- De eksisterende grundlove: fulde tekster (engelsk), Knesset (israelsk parlament) websted, officielle oversættelser - BEMÆRK: Grundloven fra 1968: Regeringsoversættelsen mangler bestemmelser, sandsynligvis ændringer tilføjet senere. I modsætning til grundloven fra 1968 og 2001: regeringens oversættelser bruger grundloven fra 1992: regeringen også udtrykket "fungerende premierminister" til at henvise til en "midlertidig premierminister". 2001 -loven, som er gældende, indeholder alle bestemmelser i oversættelsen, men der mangler nogle linjer. Det anbefales at bruge de hebraiske love officielle publikationer på Knessets websted.

## Eksterne links
- Basic Laws Knesset websted. Introduktion og resuméer
- Basic Laws Knesset websted. Liste med links til fulde tekster
- Constitution Knesset -webstedet, 2007. Forklarer, hvorfor der ikke er en forfatning
- Constitution for Israel Knesset websted, 2014. Projektportal til udarbejdelse af en forfatning.